# Muhammad Sharif Pascià
Muḥammad Sharīf Pascià (in arabo محمد شريف باشا‎?); Kavala, febbraio 1826 – Graz, 20 aprile 1887) è stato un politico egiziano di origine turca. Fu per tre volte Primo ministro dell'Egitto. Espletò il suo primo mandato tra il 7 aprile 1879 e il 18 agosto 1879. Il suo secondo mandato fu assolto tra il 14 settembre 1881 e il 4 febbraio 1882. Il suo ultimo mandato coprì il periodo 21 agosto 1882 - 7 gennaio 1884.

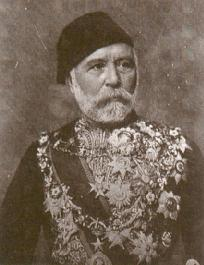
Muḥammad Sharīf Pascià

Muḥammad Sharīf Pascià, che proveniva da Kavala, nel nord dell'attuale Grecia (luogo natale di Mehmet Ali), ricoprì numerosi incarichi amministrativi sotto Sa'id Pascià e Ismāʿīl Pascià. Era assai più istruito della media dei suoi colleghi e forse anche per questo gli era stata concessa la mano della figlia dal Colonnello Sèves, giunto a suo tempo con Napoleone Bonaparte in Egitto, convertitosi all'Islam e protagonista di una splendida carriera militare nella sua nuova patria.
Come ministro degli Esteri rese grandi servigi a Isma'il Pascià, che usò l'apparente bonomia di Muḥammad Sharīf Pascià per occultare numerose sue proposte cariche d'insidie.  Di carattere tendente all'indolenza, egli possedeva nondimeno un notevole tatto politico e ben poteva apparire l'equivalente egiziano di Lord Melbourne, la cui politica era quella di far decantare le situazioni più tese, lasciando ogni cosa a se stessa.
L'argomento preferito da Muḥammad Sharīf contro ogni riforma era quello di ricordare le Piramidi come un'immancabile prova di solidità dell'Egitto, sia sotto il profilo delle finanze e della politica. Il suo esiziale ottimismo lo rende ampiamente responsabile del collasso del credito egiziano che portò quasi al crollo del regno di Ismāʿīl Pascià.
Dopo l'insurrezione militare del settembre del 1881, guidata a ʿOrābī Pascià, Muḥammad Sharīf fu incaricato dal Chedivè Tawfīq di formare un nuovo governo. L'impossibilità di conciliare le richieste di riordino finanziario del Partito Nazionale con le pretese britanniche e francesi di sottoporre l'Egitto a un diretto stretto controllo delle finanze dello Stato e del suo debito pubblico, lo costrinsero alle dimissioni nel successivo mese di febbraio.
Dopo la repressione del movimento insurrezionale patriottico di ʿOrābī, fu ancora una volta chiamato da a costituire una compagine governativa nell'agosto del 1882) da Tawfīq, ma nel gennaio del 1884 egli fu indotto a dimettersi piuttosto che sanzionare il ritiro delle forze egiziane dal Sudan, senza aver mai avuto piena consapevolezza delle reali radici del movimento nazionalista e patriottico del Mahdi. Quando ai primi del 1883 gli fu chiesto da Sir Evelyn Baring (Lord Cromer) di abbandonare con urgenza alcune delle parti più remote del Sudan, egli replicò con la sua caratteristica leggerezza di modi: "Ne discuteremo più tardi; intanto andiamo a dare una buona batosta a questo signore". La spedizione di Hicks Pascià stava in quel momento preparandosi a marciare su el-Obeid (al-Ubayyiḍ).
Muḥammad Sharīf Pascià morì a Graz (Austria-Ungheria).